# Heather Jackson
Pour les articles homonymes, voir Jackson.
Heather Jackson née le 24 avril 1984 à Exeter dans le New Hampshire est une triathlète professionnelle américaine, vainqueur sur triathlon Ironman et Ironman 70.3

## Biographie

### Jeunesse et études
Heather Jackson grandit dans le  New Hampshire, dès l'âge de 6 ans, elle joue au hockey sur glace et de football. Plus âgée, elle se consacre plus particulièrement au hockey et joue dans l'équipe féminine de l'Université de Princeton, servant en tant que capitaine par deux fois. Elle atteint un niveau d'excellence qui lui permettrait de faire partie de l'équipe nationale de hockey des moins de 22 ans, mais elle fait le choix de ne pas prendre part à ce niveau de compétition. Heather Jackson est diplômée de l'université en 2006, elle obtient un diplôme d'études scientifiques et politique sur l'Asie orientale. Elle déménage à Chiang Mai, en Thaïlande, pour enseigner l'anglais dans une école privée en 2007. C'est à cette occasion qu'elle rencontre des sportifs qui participent à l'Ironman Malaysie et à des compétitions de triathlon.

### Carrière en triathlon
Après une année passée à l'étranger, Heather Jackson revient en américaine et participe à l'Ironman Lake Placid en juillet 2007 dans une catégorie amateur et obtient un dossard qualificatif pour le championnat du monde d'Ironman. En 2008, elle prend un poste d'enseignant en d'histoire à San José en Californie. Dans cette ville, elle entre dans l'équipe Alcis qui rassemble un groupe de triathlètes élites et amateurs. Elle se qualifie de nouveau pour l'Ironman de Kona en amateur et remporte sa catégorie d'âge (18-24). Cependant, elle choisit de s'impliquer plus fortement dans le cyclisme sur piste, où elle espère faire partie de l'équipe olympique américaine pour les Jeux olympiques. Lors de la compétition nationale de sélection en octobre 2009, elle termine troisième dans la poursuite individuelle et troisième dans l'omnium,.. En raison de la difficulté d'obtenir des sponsors dans le cyclisme sur piste féminin et le retrait de la poursuite individuelle du programme olympique, elle fait le choix de se consacrer complètement au triathlon.
Heather Jackson se concentre tout d'abord sur la distance Half Ironman en tant que triathlète professionnelle et monte sur un premier podium en 2009, lors de l'Ironman 70.3 d'Austin. En 2010, elle prend la 5e place du championnat du monde d'Ironman 70.3 et une 4e en 2011. Elle progresse régulièrement sur cette compétition et améliore encore en 2012 en montant sur la troisième marche du podium cette année-là et sur la seconde en 2013. En 2016, elle remporte son premier titre sur très longue distance lors de l'Ironman Lake Placid. Qualifiée au Kona Point Ranking  pour la finale du championnat du monde à Kona, elle monte sur la troisième marche du podium derrière les multiples championnes Daniela Ryf et Mirinda Carfrae.

## Palmarès
Le tableau présente les résultats les plus significatifs (podium) obtenus sur le circuit international de triathlon depuis 2012.
| Année | Compétition                                  | Pays       | Position           | Temps           |
| ----- | -------------------------------------------- | ---------- | ------------------ | --------------- |
| 2019  | Ironman 70.3 Chattanooga                     | États-Unis | Médaille d'or      | 4 h 12 min 26 s |
| 2019  | Ironman 70.3 Coeur d'Alene                   | États-Unis | Médaille d'or      | 4 h 12 min 59 s |
| 2018  | Ironman Vitoria-Gasteiz                      | Espagne    | Médaille d'or      | 8 h 52 min 10 s |
| 2018  | Ironman Arizona                              | États-Unis | Médaille d'or      | 8 h 39 min 18 s |
| 2018  | Ironman USA                                  | États-Unis | Médaille d'or      | 9 h 18 min 49 s |
| 2017  | Ironman 70.3 Pérou                           | Pérou      | Médaille d'or      | 4 h 12 min 41 s |
| 2017  | Ironman Boulder                              | États-Unis | Médaille d'argent  | 9 h 20 min 42 s |
| 2017  | Ironman 70.3 Steelhead                       | États-Unis | Médaille d'or      | 4 h 16 min 57 s |
| 2016  | Ironman - Championnat du monde à Kailua-Kona | États-Unis | Médaille de bronze | 9 h 11 min 32 s |
| 2016  | Ironman Lake Placid                          | États-Unis | Médaille d'or      | 9 h 9 min 42 s  |
| 2016  | Ironman 70.3 Chattanooga                     | États-Unis | Médaille d'or      | 4 h 11 min 56 s |
| 2016  | Ironman 70.3 Coeur d'Alene                   | États-Unis | Médaille d'or      | 4 h 19 min 34 s |
| 2015  | Ironman Cœur d'Alene                         | États-Unis | Médaille d'or      | 9 h 23 min 27 s |
| 2015  | Ironman 70.3 California                      | États-Unis | Médaille d'or      | 4 h 14 min 47 s |
| 2014  | Ironman 70.3 Princeton                       | États-Unis | Médaille d'or      | 4 h 20 min 55 s |
| 2014  | Ironman Arizona                              | États-Unis | Médaille de bronze | 9 h 8 min 57 s  |
| 2014  | Wildflower Triathlon                         | États-Unis | Médaille d'or      | 4 h 34 min 18 s |
| 2013  | Ironman 70.3 California                      | États-Unis | Médaille d'or      | 4 h 13 min 48 s |
| 2013  | Championnat du monde d'Ironman 70.3          | États-Unis | Médaille d'argent  | 4 h 25 min 19 s |
| 2013  | Wildflower Triathlon                         | États-Unis | Médaille d'or      | 4 h 13 min 48 s |
| 2013  | Escape from Alcatraz Triathlon               | États-Unis | Médaille d'or      | 2 h 18 min 8 s  |
| 2012  | Wildflower Triathlon                         | États-Unis | Médaille d'or      | 4 h 26 min 29 s |